# St. Remigius (Kröv)

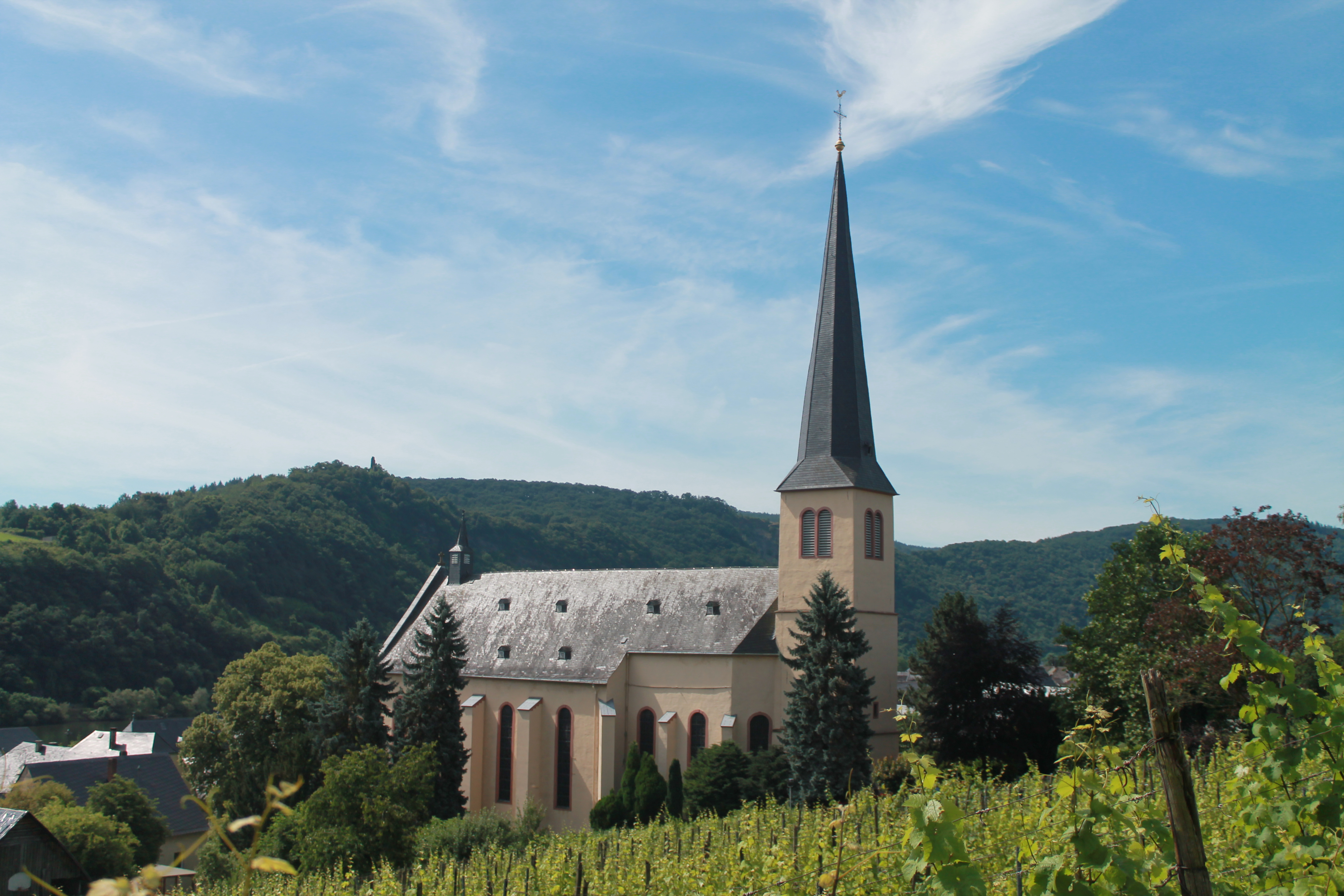
Die Kirche St. Remigius in Kröv

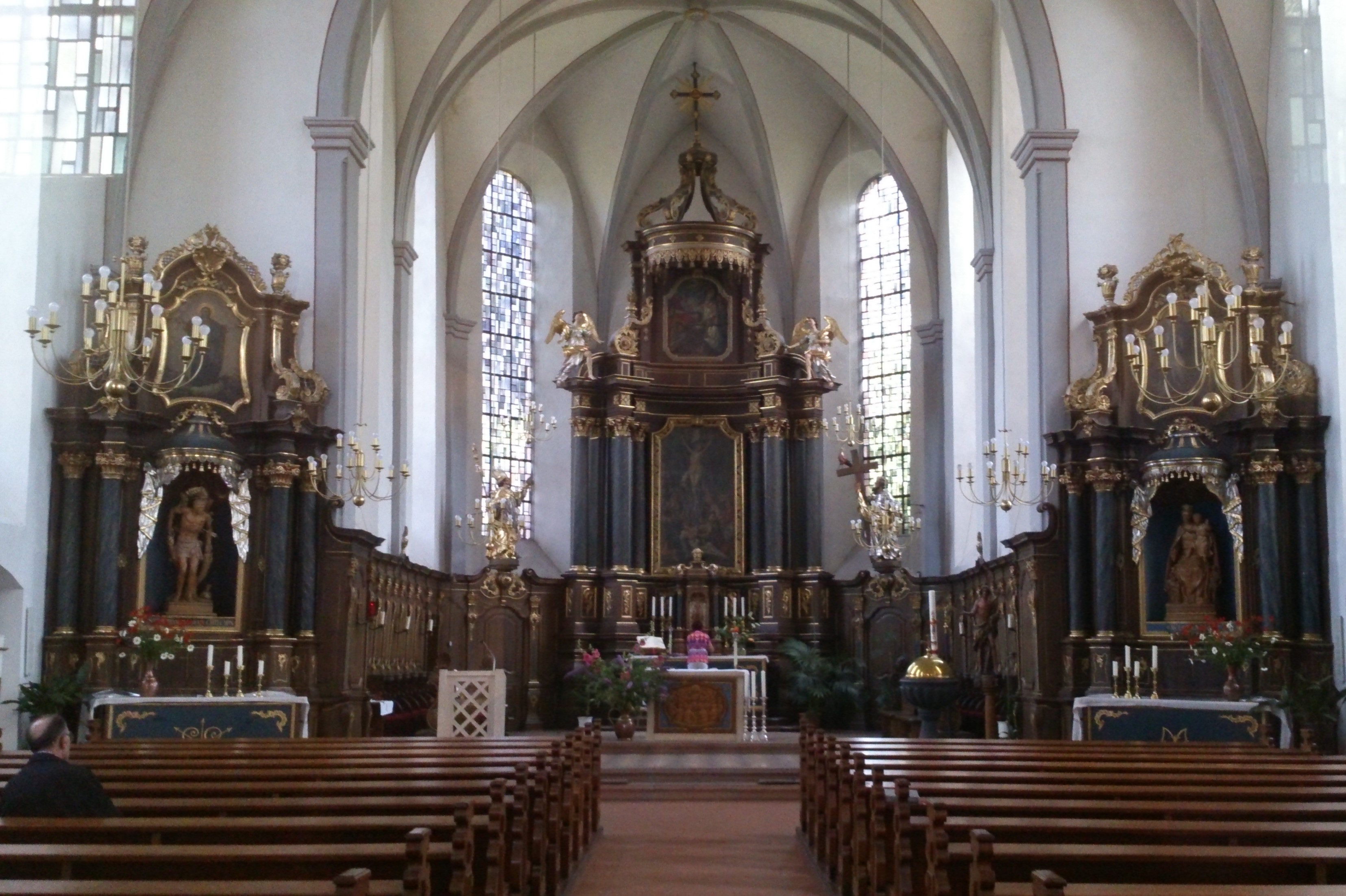
Innenansicht

Die katholische Pfarrkirche St. Remigius in Kröv, einer Ortsgemeinde im Landkreis Bernkastel-Wittlich in Rheinland-Pfalz, ist ein denkmalgeschützter Kirchenbau.
Das Gebäude wurde 1725 durch den Trierer Hofbaumeister Johann Georg Judas erbaut, von dem auch die Abteikirche in Prüm stammt. Der Turm der Vorgängerkirche aus dem 16. Jahrhundert wurde erhalten und erhöht. Das einschiffige, vierjochige Bauwerk in den Formen der Nachgotik hat ein Tonnengewölbe und ist außen durch Strebepfeiler gegliedert. Der bewusste Rückgriff auf gotische Formen erfolgte wie bei anderen Bauten der Nachgotik als Bedeutungsträger für Altehrwürdigkeit.
Über dem Hauptportal sind eine Figur des heiligen Remigius und eine Kreuzigungsgruppe angebracht. Der Hochaltar ist ein Werk aus der Zeit um 1725 mit einem Kreuzigungsgemälde. Die Seitenaltäre, die Kanzel, die Beichtstühle und die Wandverkleidung im Chor stammen aus der Zeit um 1770.